# Canton de Puylaurens
Le canton de Puylaurens est un ancien canton français situé dans le département du Tarn et la région Midi-Pyrénées.

## Géographie
Ce canton était organisé autour de Puylaurens dans l'arrondissement de Castres. Son altitude variait de 147 m (Puylaurens) à 372 m (Puylaurens) pour une altitude moyenne de 268 m.

## Histoire
- De 1833 à 1848, les cantons de Cuq-Toulza et de Puylaurens avaient le même conseiller général. Le nombre de conseillers généraux était limité à 30 par département[1].

## Communes
Le canton de Puylaurens comprenait 10 communes et comptait 7 774 habitants (population municipale) au 1er janvier 2010.
| Nom                     | Code Insee | Intercommunalité                | Superficie (km2) | Population (dernière pop. légale) | Densité (hab./km2) |
| ----------------------- | ---------- | ------------------------------- | ---------------- | --------------------------------- | ------------------ |
| Puylaurens (chef-lieu)  | 81219      | CC du Sor et de l'Agout         | 81,82            | 3 270 (2014)                      | 40                 |
| Appelle                 | 81015      | CC du Sor et de l'Agout         | 3,87             | 68 (2014)                         | 18                 |
| Bertre                  | 81030      | CC du Sor et de l'Agout         | 4,14             | 118 (2014)                        | 29                 |
| Blan                    | 81032      | CC Aux sources du Canal du Midi | 13,30            | 1 147 (2014)                      | 86                 |
| Cambounet-sur-le-Sor    | 81054      | CC du Sor et de l'Agout         | 7,65             | 888 (2014)                        | 116                |
| Lempaut                 | 81142      | CC Aux sources du Canal du Midi | 14,18            | 850 (2014)                        | 60                 |
| Lescout                 | 81143      | CC du Sor et de l'Agout         | 6,72             | 691 (2014)                        | 103                |
| Poudis                  | 81210      | CC Aux sources du Canal du Midi | 4,62             | 249 (2014)                        | 54                 |
| Saint-Germain-des-Prés  | 81251      | CC du Sor et de l'Agout         | 16,97            | 902 (2014)                        | 53                 |
| Saint-Sernin-lès-Lavaur | 81270      | CC du Sor et de l'Agout         | 4,21             | 160 (2014)                        | 38                 |

## Représentation

### Conseillers généraux de 1833 à 2015
| Période | Période          | Identité                                            | Étiquette      | Qualité |
| ------- | ---------------- | --------------------------------------------------- | -------------- | --- |
| 1833    | 1839             | Jean Pauthe                                         |                | Notaire à Puylaurens |
| 1839    | 1848             | Maurice Vergnes                                     |                | Médecin à Puylaurens, maire de Saint-Sernin (1825-1848), conseiller d'arrondissement                                                                                 |
| 1848    | 1852             | Jean Pauthe                                         |                | Notaire, propriétaire à Puylaurens |
| 1852    | 1860 (démission) | Comte Alphonse de Peytes de Montcabrier (1807-1881) |                | Propriétaire à Puylaurens, conseiller d'arrondissement |
| 1860    | 1864 (décès)     | Pierre Solomiac                                     |                | Conseiller à la Cour d'appel de Toulouse Propriétaire à Saint-Germain-des-Prés                                                                                       |
| 1864    | 1870             | Edmond Vergues                                      |                | Médecin Maire de Puylaurens |
| 1870    | 1871             | Arthur de Capella                                   |                | Membre de l'Académie des Sciences, belles-lettres et arts Propriétaire à Puylaurens                                                                                  |
| 1871    | 1876 (décès)     | Edmond Vergues                                      |                | Médecin, propriétaire Maire de Puylaurens |
| 1876    | 1889             | Ernest de Falguerolles                              | Droite         | Maire de Lempaut (1870-1897) |
| 1889    | 1901             | Samuel Terson                                       | Rad.           | Docteur-médecin Maire de Puylaurens (1900-1902) |
| 1901    | 1919             | Léopold Périer                                      | Libéral        | Docteur-médecin, maire de Puylaurens (1902-1904, 1919-1940) |
| 1919    | 1937             | Édouard Vairette                                    | Rad.           | Propriétaire Maire de Puylaurens |
| 1937    | 1940             | Camille Algans                                      | Rad.           | Négociant Adjoint au Maire de Puylaurens, conseiller d'arrondissement                                                                                                |
|         |                  |                                                     |                | |
| 1942    | 1945             | Fernand Fournès                                     |                | Adjoint au maire de Puylaurens Nommé conseiller départemental en 1942                                                                                                |
|         |                  |                                                     |                | |
| 1945    | 1951             | Jean-Raymond Bastié-Sigeac                          | SFIO           | Ingénieur à Toulouse, propriétaire à Belcastel |
| 1951    | 1970             | Léopold Raynaud                                     | SFIO           | Artisan Maire de Puylaurens (1945-1971) |
| 1970    | 1988             | Louis Maruéjouls                                    | CD puis UDF    | Artisan rural - Maire de Puylaurens (1971-1983) |
| 1988    | 1994             | Louis Fournès                                       | PS             | Enseignant - Maire de Puylaurens (1983-2001) |
| 1994    | 2001             | Louis Latger                                        | RPR            | Exploitant agricole - Maire de Blan (1959-2001) |
| 2001    | 2015             | Anne Laperrouze                                     | DVD puis MoDem | Directrice de projet dans l'industrie pharmaceutique Députée au Parlement européen (2004-2009) Maire de Puylaurens (2001-2018) Elue en 2015 dans le Canton du Pastel |

### Conseillers d'arrondissement (de 1833 à 1940)
Le canton de Puylaurens avait deux conseillers d'arrondissement.
Il appartenait à l'arrondissement de Lavaur jusqu'à sa disparition en 1926.
| Période                                  | Période      | Identité                                 | Étiquette                         | Qualité |
| ---------------------------------------- | ------------ | ---------------------------------------- | --------------------------------- | --- |
| 1833                                     |              | Pierre Antoine Terson                    |                                   | Médecin à Puylaurens                                                                                        |
| 1833                                     | 1839         | Maurice Vergnes                          |                                   | Médecin, maire de Saint-Sernin                                                                              |
|                                          |              |                                          |                                   | |
| 1848                                     | 1852         | Alphonse de Peytes de Montcabrier        |                                   | Propriétaire à Puylaurens                                                                                   |
| 1848                                     |              | Eugène Bacou                             |                                   | Propriétaire à Puylaurens                                                                                   |
|                                          |              |                                          |                                   | |
|                                          | 1888 (décès) | M. Fabre                                 |                                   | |
| 1889                                     | 1895         | M. Fournes                               |                                   | Propriétaire à Puylaurens                                                                                   |
| 1889                                     | 1895         | Émile Salvetat                           |                                   | Propriétaire à Saint-Germain-des-Prés                                                                       |
| 1895                                     |              | Louis Raymond Ernest Carrade (1859-1926) | Républicain progressiste modéré   | Médecin, maire de Lescout                                                                                   |
| 1895                                     |              | Joseph Huillet (1858-1934)               | Républicain progressiste (droite) | Propriétaire et négociant à Cambounet                                                                       |
|                                          |              |                                          |                                   | |
| 1922                                     |              | Jules Fabre                              |                                   | Géomètre, maire de Blan                                                                                     |
| 1922                                     |              | Émile Salvetat                           |                                   | Propriétaire à Saint-Germain-des-Prés                                                                       |
|                                          | 1937         | Camille Algans                           | Rad.                              | Négociant, adjoint au Maire de Puylaurens                                                                   |
| 1928                                     | 1940         | Paul Séguier                             | Rad.                              | Propriétaire à Puylaurens                                                                                   |
| 1937                                     | 1940         | Hubert Forestier                         | Rad.                              | Maire de Cambounet                                                                                          |
| 1940                                     |              |                                          |                                   | Les conseils d'arrondissement ont été suspendus par la loi du 12 octobre 1940 et n'ont jamais été réactivés |
| Les données manquantes sont à compléter. |              |                                          |                                   | |

## Démographie
| 1962  | 1968  | 1975  | 1982  | 1990  | 1999  | 2006  | 2010  | - |
| ----- | ----- | ----- | ----- | ----- | ----- | ----- | ----- | - |
| 4 965 | 5 301 | 5 196 | 5 420 | 5 893 | 6 181 | 6 874 | 7 774 | - |